# Solar Power (альбом)
Solar Power (с англ. — «Солнечная энергия») — третий студийный альбом новозеландской певицы и автора песен Лорд, изданный 20 августа 2021 года лейблом Universal.

## Предыстория и запись
Второй студийный альбом Лорд Melodrama был издан в июне 2017 года. Критики признали его одной из лучших работ не только года, но и десятилетия; певица была номинирована на «Грэмми» в категории «Альбом года». Тем не менее, пластинка не достигла коммерческого успеха дебютного Pure Heroine (2013). В октябре Лорд сообщила поклонникам по электронной почте, что учится играть на пианино и ожидает, что следующий альбом «родится» именно на этом инструменте; тем не менее, она подчеркнула, что «ещё толком не начала работу над ним» и не знает, когда закончит его. Во вторую годовщину Melodrama певица подтвердила поклонникам в Instagram, что альбом «в духовке», а сама она занимается выпечкой хлеба и завела собаку и кошку.
Лорд впервые выступила после завершения Melodrama World Tour в апреле 2019, на благотворительном концерте с целью сбора средств для жертв стрельбы в мечетях Крайстчерча, произошедшей месяцем ранее. В ноябре певица сообщила, что отложит выпуск пластинки на неопределённое время из-за смерти её собаки Пёрл. Лорд объяснила, что пёс был её важным вдохновителем: «Теперь потребуется какое-то время и перекалибровка, чтобы увидеть, как работа пойдёт дальше, ведь теперь впереди меня нет пастыря, [за которым она могла бы следовать]». Она добавила, что альбом «не будет прежним» из-за смерти Пёрл: «Когда я подытожу свою огромную потерю и снова почувствую опору в груди, надеюсь, я смогу закончить работу и поделиться ею с вами, и мы все вновь станем взрослее, как обычно».
В интервью Triple J в марте 2020 года Лорд сообщила, что работала над «всяким, что постепенно стало приобретать интересную форму», и добавила, что не знает, когда выпустит альбом. В следующем месяце её спросили о работе над пластинкой, и она ответила: «Это был очень продуктивный год [речь о 2019]». В мае певица сообщила в электронной рассылке, что вернулась в студию с Джеком Антоноффом, главным продюсером Melodrama, в декабре 2019 года; они записывали музыку в Окленде и Лос-Анджелесе. В связи с пандемией COVID-19 они с Антоноффом работали дистанционно, по FaceTime. В июле продюсер Malay сообщил, что вовлечён в работу над третьим альбомом Лорд.

## Список композиций
Все песни написаны Эллой Йелич-О’Коннор и Джеком Антоноффом, за исключением отмеченных. 
| №                   | Название                                  | Продюсер(ы)         | Длительность |
| ------------------- | ----------------------------------------- | ------------------- | ------------ |
| 1.                  | «The Path» (О’Коннор)                     |                     | 3:41         |
| 2.                  | «Solar Power»                             | Антонофф, О’Коннор  | 3:13         |
| 3.                  | «California»                              |                     | 3:11         |
| 4.                  | «Stoned at the Nail Salon»                |                     | 4:26         |
| 5.                  | «Fallen Fruit»                            |                     | 3:58         |
| 6.                  | «Secrets from a Girl (Who’s Seen It All)» |                     | 3:38         |
| 7.                  | «The Man with the Axe» (О’Коннор)         |                     | 4:15         |
| 8.                  | «Dominoes»                                |                     | 2:03         |
| 9.                  | «Big Star»                                |                     | 2:47         |
| 10.                 | «Leader of a New Regime» (О’Коннор)       |                     | 1:33         |
| 11.                 | «Mood Ring»                               |                     | 3:45         |
| 12.                 | «Oceanic Feeling» (О’Коннор)              |                     | 6:39         |
| Общая длительность: | Общая длительность:                       | Общая длительность: | 43:09        |

| №                   | Название            | Длительность |
| ------------------- | ------------------- | ------------ |
| 13.                 | «Helen of Troy»     | 2:52         |
| 14.                 | «Hold No Grudge»    | 4:26         |
| Общая длительность: | Общая длительность: | 50:27        |

## История издания
| Регион | Дата            | Формат(ы)                                     | Версия      | Лейбл                 | И.                   |
| ------ | --------------- | --------------------------------------------- | ----------- | --------------------- | -------------------- |
| Разные | 20 августа 2021 | Цифровая дистрибуция, стриминг, грампластинка | Стандартная | Universal New Zealand | [ 15 ] [ 18 ] [ 19 ] |
| Разные | 20 августа 2021 | Бокс-сет, грампластинка                       | Делюкс      | Universal New Zealand | [ 17 ] [ 20 ]        |